# Laura Bush
Pour les articles homonymes, voir Bush et Welch.
Pour les autres membres de la famille, voir Famille Bush.
 (juin 2012).
Si vous disposez d'ouvrages ou d'articles de référence ou si vous connaissez des sites web de qualité traitant du thème abordé ici, merci de compléter l'article en donnant les références utiles à sa vérifiabilité et en les liant à la section « Notes et références ».
Laura Bush, née Welch le 4 novembre 1946 à Midland au Texas, est, en sa qualité d'épouse du 43e président des États-Unis George W. Bush, la Première dame des États-Unis du 20 janvier 2001 au 20 janvier 2009.

## Biographie

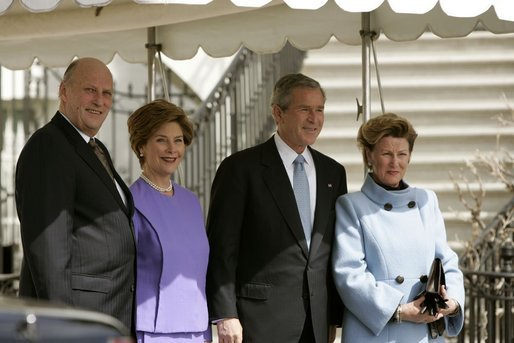
Le roi Harald V de Norvège, Laura Bush, le président américain George W. Bush et la reine Sonja, le 7 mars 2005 à la Maison-Blanche.

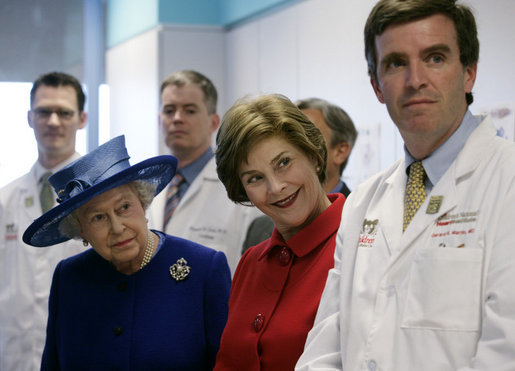
La reine Élisabeth II et Laura Bush, en 2007.

Née dans le Texas, elle est l'enfant unique de Harol Bruce Welch (1912-1995) et de Jenna Louise Hawkins (1919-2019). À l'âge de 17 ans, elle grille un stop et tue involontairement un ami proche, parfois présenté comme son fiancé, qui se trouvait dans une autre voiture.
Cet événement l'a bouleversée : « J'en ai perdu la foi de longues années. C'était la première fois que je demandais quelque chose à Dieu, et la seule réponse que j'ai reçue était les sanglots » de la mère de la victime.
Après ses études, elle devient institutrice puis obtient un diplôme en sciences de l'information (bibliothéconomie) qui lui permet de devenir bibliothécaire à Austin (Texas). Elle rencontre George W. Bush en 1977 avec qui elle se marie le 5 novembre de la même année. Elle donne naissance à deux jumelles, Barbara et Jenna.
Son mari élu président, elle devient la première First lady à pouvoir adresser des rituels messages radio hebdomadaires, ceci étant réservé jusque‑là au président lui-même. Elle s'engage profondément dans la cause de l'éducation des enfants défavorisés, ce qui explique l'influence qu'elle a auprès de son époux, promoteur du programme No Child Left Behind.
Elle est cependant parfois moquée pour son image d'« épouse parfaite », typique de l'Amérique traditionaliste.
C'est lors d'une visite dans une petite école élémentaire dans le cadre de ce programme, que George W. Bush apprend les attentats du 11 septembre 2001. Dans les jours qui suivent, elle adresse des messages afin d'apaiser les enfants, puis un message radio en novembre 2001, portant sur les droits des femmes en Afghanistan. Elle prononce un discours à l'UNESCO lorsque les États-Unis décident de réintégrer cette organisation. Son discours porte sur le rôle central de l'éducation des enfants.
En hommage à sa mère, qui survécut à un cancer, elle soutient une campagne de lutte contre les maladies cardiaques chez les femmes. Elle encourage également les associations de préservation du patrimoine historique et de l'environnement. En mai 2005, elle effectue une tournée au Moyen-Orient en tant qu'ambassadrice de la paix. Lors de ce voyage, elle participe au forum économique mondial où elle résume ainsi sa pensée : « L'éducation contribue à l'instauration de la liberté. Des citoyens éduqués peuvent faire leur propre choix, prendre leurs décisions et assumer leurs responsabilités de citoyens. »
Sa cote de popularité atteint 85 % d'opinions favorables en avril 2005. Elle se rend plusieurs fois en Afrique pour évoquer la lutte contre le Sida.
En 2004, le magazine Forbes la classe 4e femme, 43e en 2006 et 60e en 2007.
En 2010, elle publie son autobiographie, Spoken From the Heart, chez Simon & Schuster.

## Dans la fiction
Dans la série télévisée Bush Président (2001), son rôle est joué par Carrie Quinn Dolin, dans le film W. : L'Improbable Président (2008) d'Oliver Stone, par Elizabeth Banks et dans la série télévisée The First Lady (2022), par Kathleen Garrett.